# San Pedro de Rozados
San Pedro de Rozados é um município da Espanha na província de Salamanca, comunidade autónoma de Castela e Leão, de área 102,19 km² com população de 345 habitantes (2007) e densidade populacional de 3,42 hab/km².

## Demografia
| Variação demográfica do município entre 1991 e 2004 | Variação demográfica do município entre 1991 e 2004 | Variação demográfica do município entre 1991 e 2004 | Variação demográfica do município entre 1991 e 2004 |
| --------------------------------------------------- | --------------------------------------------------- | --------------------------------------------------- | --------------------------------------------------- |
| 1991                                                | 1996                                                | 2001                                                | 2004                                                |
| 436                                                 | 389                                                 | 359                                                 | 350                                                 |